# Juin 1816

## Événements
- 1er juin : le ministre des finances autrichien Johann Stadion (1815-1824) fonde la banque nationale autrichienne[1].

- 2 juin, 6 juillet et 31 décembre : décrets de Bolívar contre l’esclavage[2].

- 17 juin : la frégate La Méduse appareille de l'Île d'Aix, à proximité de La Rochelle, pour le Sénégal. Elle n'y arrivera jamais, faisant naufrage sur le banc d'Arguin le 2 juillet.

- 22 juin : Lord Liverpool's coinage Act ou Gold Standard Act instituant le monométallisme-or (étalon-or) au Royaume-Uni et créant deux unités monétaires, le souverain et le demi-souverain remplaçant la guinée[3].

- 30 juin : victoire décisive des Espagnols de Juan de Sámano sur les insurgés colombiens à la bataille de la Cuchilla del Tambo.

## Naissances
- 21 juin - Anders Sandøe Ørsted (mort en 1872), botaniste danois.
- 23 juin : Henri Charles Antoine Baron, peintre et illustrateur français († 11 septembre 1885).
- 29 juin : Jacob van Zuylen van Nijevelt, homme politique néerlandais.

## Décès
- 5 juin : Giovanni Paisiello, compositeur napolitain (1740-1816).
- 27 juin : Domenico Agostino Vandelli, 80 ans, naturaliste italien (° 8 juillet 1735).